# Théodore Nézel
Denis Pierre Nézel, dit Théodore Nézel, né à Paris le 25 février 1799 et mort à Paris le 23 mai 1854,,, est un auteur dramatique et librettiste français.

## Biographie
Employé au ministère de l'instruction publique, il devient directeur du Théâtre du Panthéon en 1838. Ses pièces, souvent signées Théodore ou Théodore N. ont été représentées sur les plus grandes scènes parisiennes du XIXe siècle : Théâtre de l'Ambigu, Théâtre des Nouveautés, Théâtre du Palais-Royal, Théâtre des Variétés, etc.

## Œuvres
- 1821 : La Famille irlandaise, mélodrame en 3 actes, avec E. F. Varez
- 1823 : L'Aubergiste malgré lui, comédie proverbe, avec Nicolas Brazier
- 1825 : La Chambre de Clairette, ou les Visites par la fenêtre, vaudeville en 1 acte, avec Overnay
- 1825 : Les Deux Réputations, comédie-vaudeville en un acte, avec Overnay
- 1825 : Six mois de constance, comédie en 1 acte, mêlée de couplets, avec Overnay et Constant Berrier
- 1826 : Le Banqueroutier, mélodrame en 3 actes, avec Overnay
- 1826 : La Couturière, drame en 3 actes, avec Overnay
- 1826 : La Dame voilée, comédie en 3 actes, avec Constant Berrier et Overnay
- 1826 : La Nuit des noces, drame en 3 actes, avec Overnay
- 1827 : Cartouche, mélodrame en 3 actes, avec Armand Joseph Overnay
- 1827 : Poulailler, mélodrame en 9 actes, avec Antier
- 1828 : Bisson, mélodrame en 2 actes et en 5 parties, à grand spectacle, avec Antier,
- 1828 : Le Chasseur noir, mélodrame en 3 actes à spectacle, avec Antier, Overnay et Frédérick Lemaître
- 1828 : La Demoiselle et la Paysanne, comédie en 1 acte et en prose
- 1828 : La Nourrice sur lieu, scènes de famille, mêlées de couplets, avec Armand-François Jouslin de La Salle, Louis Gabriel Montigny et Jean-Gilbert Ymbert
- 1828 : Les Lanciers et les Marchandes de modes, pièce en 1 acte, mêlée de couplets, avec Antier, Overnay et Varez
- 1828 : Roc l'exterminateur, mélodrame comique en 3 parties, avec Adrien Payn
- 1829 : Isaure, drame en 3 actes, mêlé de chants, avec Antier et Francis Cornu
- 1829 : La Partie d'ânes, folie en 1 acte, avec Saint-Amand et Henry Villemot
- 1829 : Rochester, drame en 3 actes et en 6 parties, avec Antier
- 1830 : John Bull, ou le Chaudronnier anglais, pièce en 2 actes, avec Overney et E. F. Varez
- 1830 : Napoléon en paradis, vaudeville en 1 acte, avec Simonnin et Antier
- 1830 : La Prise de la Bastille ; Passage du Mont Saint-Bernard, gloire populaire, avec Villemot et Laloue
- 1830 : Youli, ou les Souliotes, mélodrame en 2 actes et 5 tableaux, avec Villemot et Henri Franconi
- 1831 : Les Massacres, fièvre cérébrale en 3 actes et en vers casrés ["sic"], précédé de Le Diable au spectacle, prologue, avec Antier
- 1831 : Les Six Degrés du crime, mélodrame en 3 actes, avec Benjamin Antier
- 1831 : L'Arlequin et le Pape, vaudeville historique en 1 acte, avec Simonnin
- 1831 : Catherine II, ou l'Impératrice et le Cosaque, pièce en 2 actes, à spectacle, mêlée de couplets, avec Simonnin
- 1831 : Joachim Murat, drame historique en quatre actes et neuf tableaux, avec Antier et Alexis Decomberousse
- 1831 : Les Lions de Mysore, pièce en 3 actes et en 7 tableaux
- 1831 : La Papesse Jeanne, vaudeville-anecdote en 1 acte, avec Simonnin
- 1831 : Le Pâtissier usurpateur, pièce historique en 5 petits actes, avec Simonnin et Antier
- 1831 : Le Tir et le Restaurant, comédie-vaudeville en 1 acte, avec Overnay et Payn
- 1832 : L’Âne mort et la Femme guillotinée, folie-vaudeville en 3 actes, avec Simonnin
- 1832 : Le Cuisinier politique, vaudeville non politique, en 1 acte, avec Simonnin
- 1832 : Le Curé et les Chouans, comédie en 1 acte et en prose, avec Simonnin
- 1832 : La Jeune comtesse, comédie-vaudeville en 1 acte, avec Simonnin
- 1832 : Le Suicide d'une jeune fille, drame en 3 actes, imité de l'allemand, avec Antier et Hyacinthe de Flers
- 1832 : Zerline, ou le Peintre et la Courtisane, vaudeville en 1 acte, avec Simonnin
- 1831 : La Peau de chagrin, ou le Roman en action, extravagance romantique, comédie-vaudeville en 3 actes, avec Simonnin
- 1833 : Dieu et Diable, ou la Conversion de Mme Dubarry, vaudeville historique en 1 acte, avec Simonnin
- 1834 : Judith et Holopherne, épisode de la 1re guerre d'Espagne, vaudeville en 2 actes, avec Théaulon
- 1834 : L'Art de quitter sa maîtresse, ou les Premiers Présens de l'amour, tableau-vaudeville en 1 acte, avec Antoine Jean-Baptiste Simonnin
- 1834 : 1834 et 1835, ou le Déménagement de l'année, revue épisodique en 1 acte, avec Théaulon et Frédéric de Courcy
- 1834 : L'Idiote, comédie-vaudeville en 1 acte, avec Théaulon
- 1834 : Trois ans après, ou la Sommation respectueuse, drame en 4 actes, avec Auguste-Louis-Désiré Boulé
- 1835 : La prova d'un opera seria, ou les Italiens à Carpentras, opéra-bouffe en un acte, avec Emmanuel Théaulon
- 1836 : Les Bédouins à la barrière, folie-vaudeville en un acte, avec Eugène Ronteix
- 1836 : Le Sabotier ambitieux, drame comique en 4 actes et 3 tableaux, mêlé de couplets, avec Théophile Marion Dumersan
- 1838 : L'Enfant de Paris, ou Misère et Liberté, vaudeville en 1 acte, avec Overnay
- 1838 : Paul Jones, drame en cinq actes, en prose, avec Alexandre Dumas père
- 1843 : Brisquet, ou l'Héritage de mon oncle, comédie-vaudeville en deux actes, avec Ferdinand Laloue
- 1848 : Vautrin et Frise-Poulet, folie-vaudeville en 1 acte, avec Mélesville
- 1849 : Titine à la cour, vaudeville, avec Félix Dutertre de Véteuil
- 1850 : Louise de Vaulcroix, drame en cinq actes, avec prologue et épilogue, avec Paul de Guerville
- 1851 : Les Filles de l'air, folie-vaudeville en 1 acte, avec Cogniard frères
- 1852 : Les Violettes de Lucette, vaudeville en 2 actes, avec Dutertre.